# Konstantinos Trigonis
Konstantinos Trigonis –en griego, Κωνσταντίνος Τριγκώνης– (Ciparisia, 2 de julio de 1970) es un deportista griego que compite en vela en las clases 470 y Tornado.
Ganó dos medallas en el Campeonato Mundial de 470, oro en 1995 y plata en 2002, y una medalla de plata en el Campeonato Europeo de 470 de 2002. También obtuvo ocho medallas en el Campeonato Mundial de Tornado entre los años 2009 y 2016, y diez medallas en el Campeonato Europeo de Tornado entre los años 2006 y 2018.
Participó en cuatro Juegos Olímpicos de Verano, entre los años 1996 y 2008, ocupando el octavo lugar en Sídney 2000.

## Palmarés internacional
| Campeonato Mundial | Campeonato Mundial | Campeonato Mundial | Campeonato Mundial |
| Año                | Lugar              | Medalla            | Clase              |
| ------------------ | ------------------ | ------------------ | ------------------ |
| 1995               | Toronto (Canadá)   | Medalla de oro     | 470                |
| 2002               | Cagliari (Italia)  | Medalla de plata   | 470                |
| Campeonato Europeo |                    |                    |                    |
| Año                | Lugar              | Medalla            | Clase              |
| 2002               | Tallin (Estonia)   | Medalla de plata   | 470                |

| Campeonato Mundial | Campeonato Mundial                 | Campeonato Mundial | Campeonato Mundial |
| Año                | Lugar                              | Medalla            | Clase              |
| ------------------ | ---------------------------------- | ------------------ | ------------------ |
| 2009               | Bogliaco (Italia)                  | Medalla de bronce  | Tornado            |
| 2010               | Travemünde (Alemania)              | Medalla de plata   | Tornado            |
| 2011               | Ipsach (Suiza)                     | Medalla de oro     | Tornado            |
| 2012               | Torbole (Italia)                   | Medalla de oro     | Tornado            |
| 2013               | Santa Eulalia (España)             | Medalla de oro     | Tornado            |
| 2014               | Perth (Australia)                  | Medalla de oro     | Tornado            |
| 2015               | Carnac (Francia)                   | Medalla de oro     | Tornado            |
| 2016               | Lindau (Alemania)                  | Medalla de oro     | Tornado            |
| Campeonato Europeo |                                    |                    |                    |
| Año                | Lugar                              | Medalla            | Clase              |
| 2006               | Lübeck (Alemania)                  | Medalla de bronce  | Tornado            |
| 2007               | Palma de Mallorca (España)         | Medalla de oro     | Tornado            |
| 2008               | Salónica (Grecia)                  | Medalla de oro     | Tornado            |
| 2010               | Torbole (Italia)                   | Medalla de oro     | Tornado            |
| 2011               | Dervio (Italia)                    | Medalla de oro     | Tornado            |
| 2012               | Warder (Países Bajos)              | Medalla de oro     | Tornado            |
| 2013               | Fußach (Austria)                   | Medalla de plata   | Tornado            |
| 2014               | Travemünde (Alemania)              | Medalla de oro     | Tornado            |
| 2015               | Černá v Pošumaví (República Checa) | Medalla de plata   | Tornado            |
| 2018               | Arco (Italia)                      | Medalla de oro     | Tornado            |